# Richard-Strauss-Institut
Het Richard-Strauss-Institut is een archief en museum in Garmisch-Partenkirchen in het zuiden van de Duitse deelstaat Beieren. Het wijdt zich aan het werk en leven van de componist en dirigent Richard Strauss (1864-1949).

## Geschiedenis

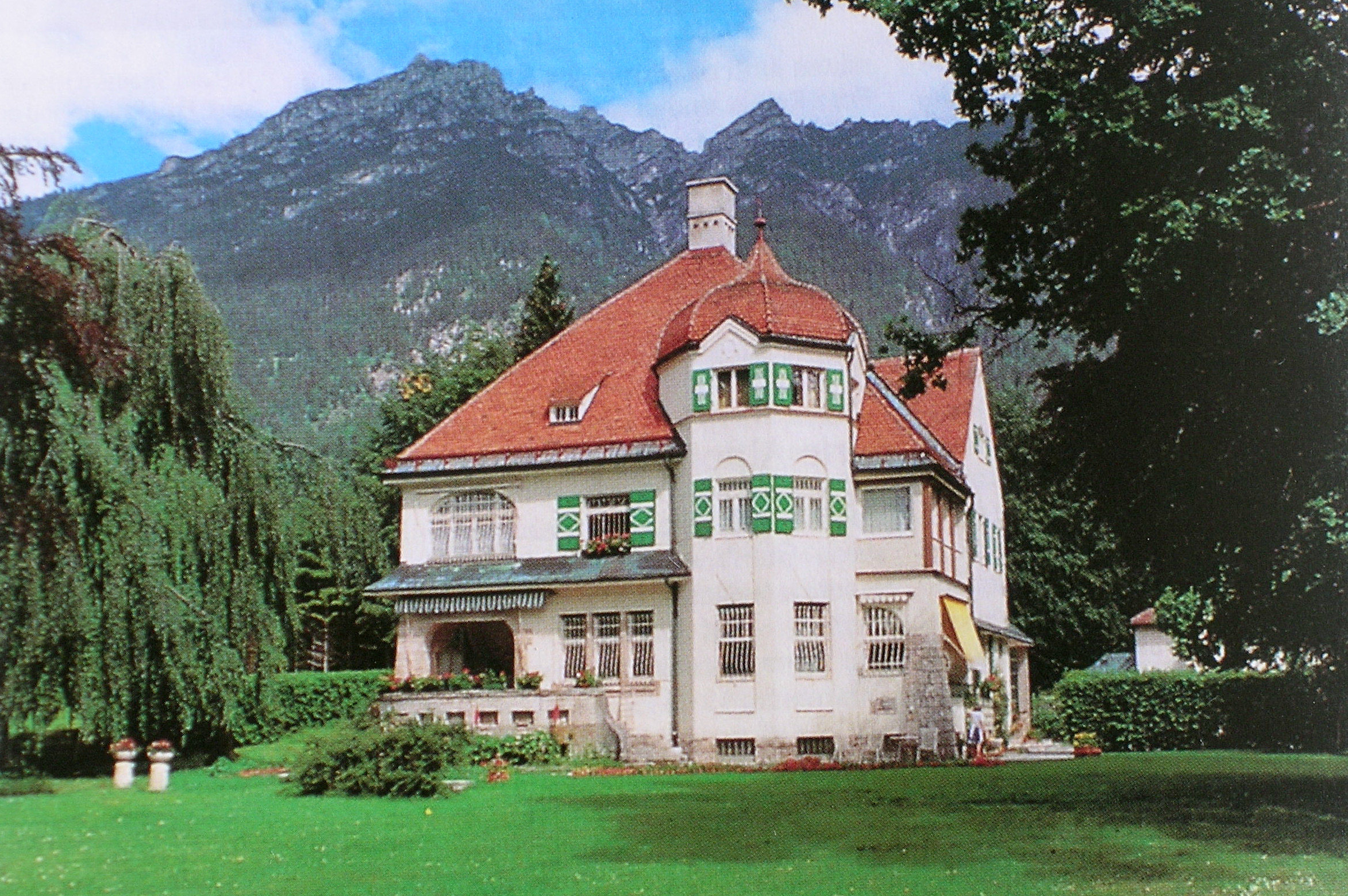
Strauss' woonhuit van 1908-1949)

Na zijn operasucces in 1905 was hij een vermogend man en liet hij zich hier in 1908 een zomerverblijf bouwen dat hij de rest van zijn leven met zijn familie bewoonde. Op negatieve kritieken op zijn werk reageerde hij met de woorden (vertaald): "Van deze ellende kon ik mij de villa in Garmisch laten bouwen."
Zijn villa bevindt zich echter in privébezit en is niet publiek toegankelijk. De stad Garmisch-Partenkirchen vestigde het instituut daardoor in een andere villa, namelijk een voormalig kuurhuis waarvan de stad zelf eigenaar is. Dit pand werd hier in 1893 neergezet door de sigarenfabrikant Georg Ludwig MayerDoß uit Mannheim.
Het instituut bestaat uit een archief en enkele toonkamers. Het wordt verder nog financieel ondersteund door het Beierse ministerie voor wetenschap, onderzoek en kunst.

## Museum
De expositie leidt de bezoeker door het werk en leven van Strauss. Er wordt een blik gegeven in zijn werkplaats en tijdens filmopnames. Ook wordt er een virtuele rondleiding gegeven door de voormalige villa van Strauss.
Er zijn ook opnames van zijn muziek te beluisteren en het instituut organiseert daarnaast concerten die worden uitgevoerd door zowel jonge als gerenommeerde musici. Kinderen kunnen zijn muziek op een speelse wijze ontdekken.
Verder organiseert het instituut geregeld lezingen en heeft een grote verzameling literatuur over de musicus. In de bibliotheek bevinden zich documenten die door en over Strauss werden geschreven.